# IPad mini (7-го поколения)
iPad mini (7-го поколения) — это планшетный компьютер, разработанный и продаваемый корпорацией Apple. Был представлен 15 октября 2024 года в пресс-релизе на сайте Apple, не проводя отдельной презентации. Является седьмым по счёту в линейке iPad mini.

## Дизайн
Относительно толстые рамки по бокам дисплея: на контрасте с полезной площадью кажутся слишком большими.
Камера и фонарик все так же остаются на том же месте, еще с iPad mini(1-го поколения)
Существует 3 вида расцветки iPad mini 7
- Серебристый
- «Серый космос»
- Золотой

| Цвет | Название     |
| ---- | ------------ |
|      | Серебристый  |
|      | Серый космос |
|      | Золотой      |

## Универсальный доступ
Функции универсального доступа помогают людям с особыми потребностями использовать новый iPad по максимуму. Благодаря встроенной поддержке специальных функций люди с нарушениями зрения, слуха, способности к передвижению и обучаемости могут создавать удивительные вещи.

### Некоторые функции
- VoiceOver
- Увеличение
- Лупа
- Siri и Диктовка
- Switch Control
- Скрытые субтитры
- AssistiveTouch
- Экран вслух